# Auburn (Massachusetts)
 For alternative betydninger, se Auburn. (Se også artikler, som begynder med Auburn)
Auburn er en by i Worcester County, Massachusetts, USA. Byen havde 16.188 indbyggere ved folketællingen i 2010.

## Historie
Auburn blev først bebygget i 1714 og fik officiel bystatus 10. april 1778 med navnet Ward efter general Artemas Ward fra den amerikanske uafhængighedskrig. Byen ændrede sit navn til Auburn i 1837 efter klager fra det amerikanske postvæsen om at navnet lå for tæt på navnet for den nærliggende by Ware.
Robert Goddard opsendte den første raket med flydende ilt som brændstof fra en bakke i Auburn 16. marts 1926. Parken Goddard Memorial Park i centrum af Auburn er opkaldt efter Goddard. I parken er opstillet en model af Goddards raket og et Polaris ballistisk missil.